# 壬基酚
壬基酚，也称壬基苯酚；英文名称为Nonyl Phenol（简称NP）；分子式为C15H24O。壬基酚是一类密切相关的有机化合物，由带有9个碳尾的苯酚组成。壬基酚可以有多种结构，所有这些都可以被认为是烷基酚。

## 物理化学特性
壬基酚是一种重要的精细化工原料和中间体，外观在常温下为无色或淡黄色液体，略带苯酚气味，不溶于水，溶于丙酮。

## 主要用途
主要用于生产表面活性剂、也用于抗氧剂、纺织印染助剂、润滑油添加剂、农药乳化剂、树脂改性剂、树脂及橡胶稳定剂等领域。